# Maurice Cormier
Pour les articles homonymes, voir Cormier.
Maurice Cormier, né le 13 octobre 1918 à Angers (Maine-et-Loire) et mort le 25 septembre 1990 à Angers (Maine-et-Loire), est un homme politique français.

## Biographie
Le père de Maurice Cormier, artisan sellier, proche des idées radicales, meurt alors que celui-ci n'a que seize ans. Deux ans plus tard, il perd sa mère. Ouvrier chez Renault, à Paris, il s'engage en politique en 1937 au sein des Jeunesses socialistes, où il est un militant actif. Son enthousiasme lui vaut d'être sanctionné par les autorités militaires, pour avoir distribué Le Populaire parmi les autres appelés pendant son service militaire.
Au début de la Seconde Guerre mondiale, il est cependant réformé pour raisons de santé. Il ouvre alors une petite épicerie. Pendant la guerre, il participe aux actions de résistance en fournissant des faux papiers aux résistants.
Secrétaire adjoint de la fédération du Maine-et-Loire et secrétaire de la section d'Angers de la SFIO à la Libération, il devient délégué permanent en 1947, membre du comité directeur l'année suivante, et enfin délégué général de la SFIO, fonction qu'il occupe de 1949 à 1965.
Dans l'appareil du parti, il suit particulièrement les dossiers en rapport avec la condition ouvrière. Il est notamment responsable des groupes socialistes d'entreprises au début des années 1950, et de la commission ouvrière jusqu'en 1963.
Après des candidatures de témoignage, aux élections cantonales, à partir de 1949, il obtient son premier mandat électif, modeste, en 1953, lorsqu'il est élu conseiller municipal d'Angers.
En 1955, il quitte la direction de la fédération socialiste, qui s'était prononcée en faveur des minoritaires dans la préparation du congrès.
L'année suivante, il est néanmoins choisi pour mener la liste socialiste en Mayenne, département sans député sortant, pour les élections législatives. Il obtient un résultat modeste (8,6 %) en recul par rapport à celui de 1951 et c'est grâce à l'apparentement avec les radicaux qu'il est élu député. Il démissionne de son mandat municipal quelques mois plus tard.
A l'assemblée, il se consacre principalement aux questions sociales, notamment au régime des congés payés, à la création du Fonds national de solidarité, ou en soutenant la grève des employés de banques de l'été 1957.
A la fin de la Quatrième République, il prend ses distances avec Guy Mollet, en refusant de soutenir le retour de Charles de Gaulle au pouvoir. Il ne va cependant pas jusqu'à la rupture qui conduit les principaux minoritaires à créer le Parti socialiste autonome.
Battu aux législatives de 1958 par Robert Buron, il se consacre dès lors à ses fonctions de délégué général du parti.
Sa carrière politique s'achève avec la fin de la SFIO. S'il rejoint le Parti socialiste à sa création, il n'y occupe pas de responsabilité, ni nationale, ni locale.

## Détail des fonctions et des mandats
Mandat parlementaire
- 2 janvier 1956 - 8 décembre 1958 : Député de la Mayenne